# Las Nieves (Agusan del Norte)
Las Nieves (Lungsod sa Las Nieves - Bayan ng Las Nieves - Municipality of Las Nieves) es un municipio filipino de segunda categoría, situado en la parte nordeste de la isla de Mindanao. Forma parte del Primer Distrito Electoral de la provincia de Agusan del Norte situada en la Región Administrativa de Caraga, también denominada Región XIII.

## Geografía
Se trata del municipio más meridional de la provincia, bañado por el río Agusan y limítrofe con la provincia de Agusan del Sur.
Su término linda al norte con los municipios de Buenavista y de Butuan; al sur con Esperanza; al este con Bayugan; y al oeste con la provincia de Misamis Oriental, municipios de Gingoog y de Clavería de Misamis.

### Barangays
El municipio  de Las Nieves se divide, a los efectos administrativos, en 11 barangayes o barrios, conforme a la siguiente relación:
| - Ambacon - Bonifacio - Consorcia - Katipunan - Lingayao | - Malicato - Maningalao - Marcos Calo - Mat-i - Pinana-an | - Las Nieves (Población) - San Isidro - Tinucoran - Balungagan - Eduardo G. Montilla (Camboayon) | - Durian - Ibuan - Rosario - San Roque - Casiklan |  |

## Historia
A finales del siglo XIX Las Nieves formaba parte de la Comandancia político-militar de Butúan en el Tercer Distrito o provincia de Surigao con sede en Surigao. El distrito comprendía  el NE. y Este de la isla de Mindanao y, además, las de Bucas, Dinágat, Ginatúan, Gipdó, Siargao, Sibunga y varios islotes.